# Platyptilia pygmaeana
Platyptilia pygmaeana là một loài bướm đêm thuộc họ Pterophoridae. Nó được tìm thấy ở Guinea Xích Đạo.